# نبكات
النبكات الرملية أو النبكات الصحراوية هي عبارة عن تجمعات من الرمال تتجمع حول الشجيرات الصحراوية التي تشكل عائقاً أمام الرياح المحملة بالرمال فتقوم الرياح بترسيب حمولتها حول الشجيرات وبتكرار تلك العملية تتكون كومات رملية حول الشجيرة. وهذه الظاهرة من أشكال السطح الناتجة عن التعرية الهوائية.